# 迪亞哥·略倫特
迪亞哥·哈維爾·略倫特·里奧斯（西班牙語：Diego Javier Llorente Ríos；1993年8月16日—），西班牙足球運動員，現效力於西甲球隊貝迪斯，西班牙國家足球隊成員，司職中後衛。

## 俱樂部生涯
略倫特出生於西班牙首都馬德里，9歲時加入了西甲豪門皇家馬德里青訓系統，於各級別的青年軍梯隊中憑穩定的發揮先後升上C隊及B隊，且於這兩支梯隊成為陣中的後防主力。
2013年3月，略倫特獲時任主帥穆里尼奧提升至一隊，並於季尾對西班牙人的聯賽中的補時階段替補上場，完成他的西甲聯賽首秀。只是由於當時皇馬陣中在中後衛位置已有塞爾吉奧·拉莫斯、拉斐爾·瓦拉內、佩佩、拿祖等球員，令他未能於球隊有上陣機會，加上把其提升至一隊的主帥穆里尼奧於該季後離隊，這名小將隨即重返B隊操練及上陣。
2015/16賽季，略倫特被外借到西甲的下游球隊巴列卡諾閃電，於那裡成為球隊的防線主力，為球隊於聯賽上陣了33場，取得了2個進球，但未能成功幫助球隊保級，然而他的表現備受好評。
經過於2016/17賽季外借到另一西甲球隊馬拉加時的出色表現後，略倫特於2017年夏天獲得西甲中游球隊皇家社會的垂青，把其簽入。來到皇家社會後，略倫特迅速成為球隊防線的正選，去季為球隊於聯賽上陣了29場，取得一個進球及作出了一次助攻，助球隊於聯賽排名第6位，取得了直接晉身歐聯小組賽的席位，亦讓其自2016年後再度獲得代表國家隊上陣的機會。
去季29場聯賽中，共作出了1423次傳送，而傳球成功率超過87%，平均每仗作出了接近3次成功長傳，是球隊策動反擊其中的重要一員。
英超球隊利茲聯宣佈，略倫特正式加盟球隊，雙方簽約4年。
英超聯賽利茲聯客場1-3輸給切爾西，略倫特在上半場開場9分鐘替補出場換下羅賓·科赫，完成在利茲聯生涯的首秀。
略倫特在2021年4月19日踢進了自己的第一個英超聯賽進球，利兹联以1比1戰平利物浦。

## 國家隊生涯
他出色的表現也引起了西班牙國家足球隊主帥比森特·德爾·博斯克的注意，在對陣瑞士的比賽中，略倫特完成了自己在國家隊的首秀。
2021年5月24日，略倫特被列入主帥路爾斯·安歷基的2020年歐洲國家盃24人名單當中。

## 外部連結
- Soccerway資料庫：迪亞哥·略倫特
- Real Madrid official profile （西班牙語）
- Real Sociedad official profile （页面存档备份，存于）
- 迪亞哥·略倫特在BDFutbol中的档案
- 迪亞哥·略倫特在 National-Football-Teams.com 上的出场纪录